# Zora Arkus-Duntov
Zora Arkus-Duntov, född 25 december 1909 i Bryssel, Belgien, död 21 april 1996 i Detroit, Michigan, USA, belgiskfödd amerikansk racerförare, ingenjör och bildesigner. Hans arbete med Chevrolet Corvette gav honom smeknamnet Father of the Corvette ("Corvettens fader"). Som förare deltog han bland annat i Le Mans 24-timmars fyra gånger åren 1952–1955 tävlande i bilar från Allard och Porsche.